# Зграда Привредне банке Панчево
Зграда Привредне банке Панчево се налази на почетку улице Жарка Зрењанина, некадашњег Старчевачког сокака, у Панчеву.
Зграда је подигнута почетком 20. века, између 1901. и 1903. године, према плановима будимпештанских архитеката Калмана и Улмана, у стилу сецесије за потребе Панчевачке пучке банке.

## Пучка банка
Пучка банка у Панчеву основана је 1868. године као задруга под називом „Прва панчевачка пучка банка као удружење за самопомоћ”, од стране немачких предузетника, под председништвом угледног грађанина Вилхелма Хермана Графа. Ово удружење представља претечу највећег и најзначајнијег панчевачког новчаног завода – Пучке банке, која је почела да ради 1. јануара 1869. године, а јуна исте године прерасла у акционарско друштво.
У годинама пред Први светски рат Пучка банка отвара филијале у Ковину, Падини и Перлезу, а затим и у Алибунару, Ковачици, Долову, Омољици, Баваништу и Новом Селу.
Пучка банка је конфискована, као немачка имовина, крајем 1944. године. Од 1978. године Банка добија нови назив – „Привредна банка Панчево” и без обзира на сједињавања и разједињавања са другим банкама задржала га је до данас.